# Kahanismus
Kahanismus je volně definován jako krajně pravicová ideologie; název je odvozen od příjmení Meira Kahaneho, rabína, politika a zakladatele Jewish Defense League v USA a strany Kach v Izraeli.
Roku 1968 byla v USA za účelem potírání antisemitismu a bojem za svobodu pro sovětské Židy založena organizace Jewish Defense League. Ne všichni Kahanovi stoupenci byli sionisté, či aspoň Židé; nicméně termín Kahanismus začal být používán později a označovaly se jím názory Meira Kahana v době, kdy byl izraelským poslancem. Ideologicky nadřazoval židovskou rasu: na plné izraelské občanství by měli nárok pouze Židé, zatímco nežidé by měli stejná práva, krom práva volit a museli by se podřídit židovskému náboženskému právu, a zdůrazňoval obranu státu Izrael proti arabským a nacistickým nepřátelům.